# Hilversum Hurricanes
De A.S.C. Hilversum Hurricanes is een honkbal-, softbal- en Americanfootballvereniging uit Hilversum. De vereniging biedt daarnaast ook Beeball en Flag Football aan. De vereniging is aangesloten bij de Koninklijke Nederlandse Baseball en Softball Bond en de American Football Bond Nederland.
De vereniging telde in 2019 ongeveer 260 leden en beschikt over vier officiële velden op Sportpark Loosdrecht aan 't Jagerspaadje 32 te Loosdrecht.

## Honkbal
In 2018 beschikten de Hurricanes over verscheidene honkbalteams.
- Heren 1, uitkomend in de 2de klasse
- Heren 2, uitkomend in de 4de klasse
- Daarnaast beschikten de Hurricanes over 1 junioren-, 2 aspiranten- en 1 pupillenteam.

### Resultaten
- 2013: kampioen van de 4de klasse, promotie naar de 3de klasse
- 2016: kampioen van de 3de klasse, promotie naar de 2de klasse

## Softbal
In 2018 beschikten de Hurricanes over verscheidene softbalteams.
- Dames 1, uitkomend in de 1ste klasse
- Dames 2, uitkomend in de 2de klasse
- Dames 3, uitkomend in de 4de klasse
- Dames 4, uitkomend in de 4de klasse
- Heren 1, uitkomend in de 3de klasse
- Daarnaast beschikten de Hurricanes over 1 junioren-, 1 aspiranten- en 1 pupillenteam.
- Ook is er een recreantenteam voor de leden die eens in de zoveel tijd mee willen doen aan toernooien.

### Resultaten
- 2011: kampioen van de 2de klasse, promotie naar 1ste klasse
- In 2018 liep het eerste Damesteams op een haar na promotie naar de Silver League mis.

## Beeball
Omdat honk- en softbal voor de allerjongsten vrij moeilijke sporten zijn, werd Beeball opgericht. Beeball is een laagdrempelige vorm van honk- en softbal, waar het vooral gaat om spelplezier. De kinderen leren zo op een eenvoudige manier het spel en de technieken van de complexe sporten die honk- en softbal zijn.
In 2018 beschikten de Hurricanes over een Beeball Major- en Beeball Rookies Leagueteam.

## American football
Het Americanfootballteam komt uit in de Eredivisie, dat georganiseerd wordt door de American Football Bond Nederland (AFBN). Ze bereikten acht keer de finale van de Tulip Bowl. Het team heeft het meest aantal keer deze finale verloren, namelijk vijf keer. In 2018 won het Americanfootballteam na 17 jaar weer de Tulip Bowl door Lelystad Commander met 24-13 te verslaan.

### Resultaten
Tulip Bowltitels:
- 2000: Nederlands kampioen
- 2001: Nederlands kampioen
- 2018: Nederlands kampioen